# Celestino Telera
Celestino Telera (Manfredonia, 1605 – Collemaggio, 1º febbraio 1670) è stato un religioso italiano, abate della Congregazione dei Celestini.

## Biografia

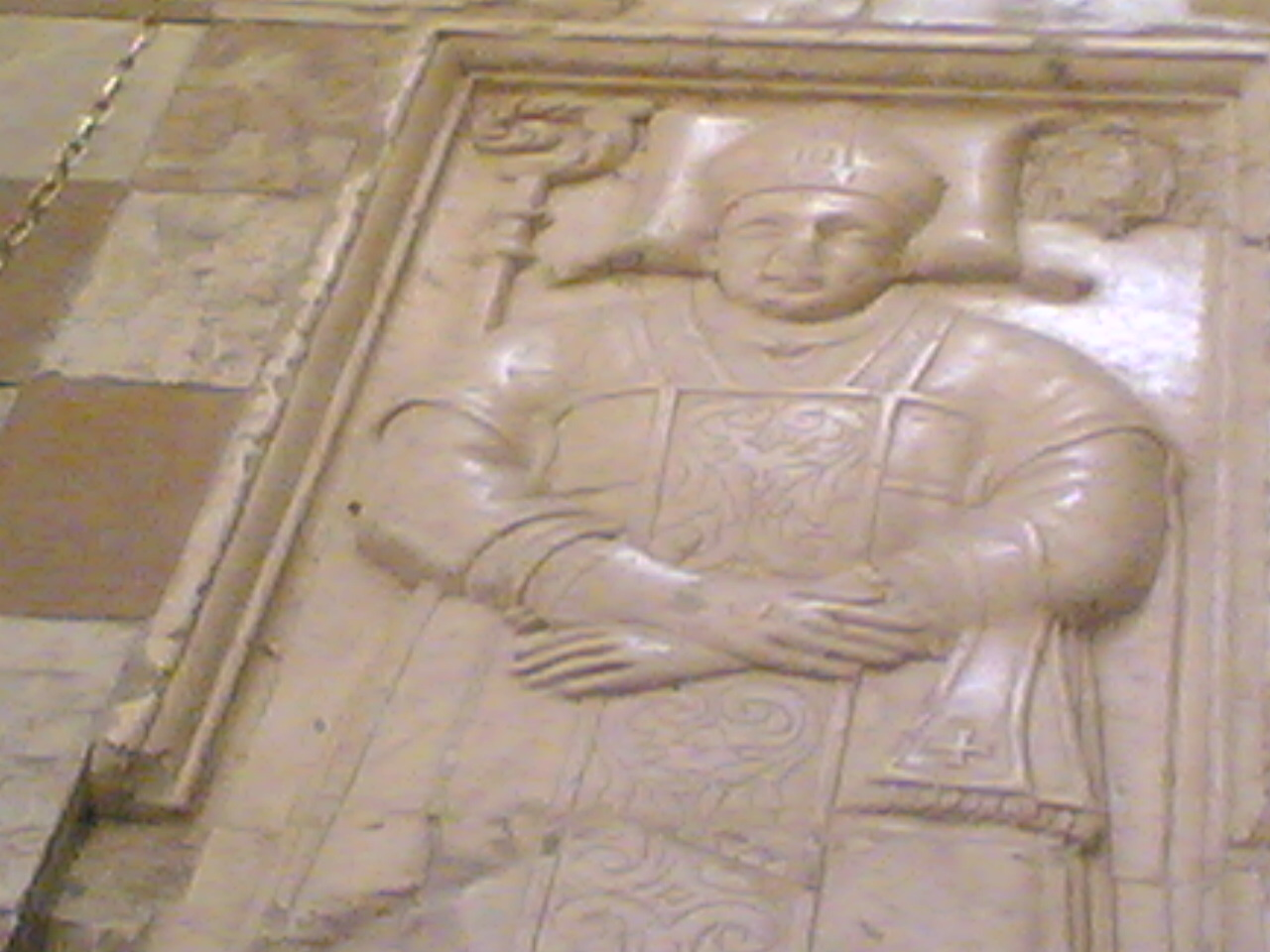
L'abate Telera

Nacque a Manfredonia da nobile ed agiata famiglia manfredoniana. Fu studioso di lettere, nonché amante della storia, della teologia e della filosofia. Figura eminente del suo tempo, Celestino Telera , per i suoi meriti di letterato e per il suo umile portamento, ascese ai più alti gradi dell'ordine religioso cui apparteneva. Fu eletto Definitore dei Celestini, poi Generale dello stesso Ordine dal 1660 al 1664,
ed infine nominato Abate di Collemaggio, grandioso monastero nella città dell'Aquila, nella quale vi è sepolto Celestino V, unico Papa dimissionario, proclamato Santo il 5 maggio del 1313.
La statura del frate sipontino emerge dalla stessa storia dei Celestini, per l'intensa attività che egli svolse sia sul piano organizzativo, sia sul piano dell'obbedienza.
Il papa dell'epoca lo inviò in Francia, quando i frati Celestini di quel paese proclamavano la propria autonomia per sottrarsi alla dipendenza della Curia Generalizia dell'Ordine che aveva sede in Italia. Durante il suo soggiorno in Francia riuscì a condurre felicemente la sua missione, riportando i protestatari all'obbedienza, cosa che gli fruttò lode e stima da parte dei suoi Superiori.

### Con Celestino V
L'Abate Telera fu tra i più tenaci difensori di papa Celestino V, che fondò l'Ordine dei Celestini nel 1263, contro coloro che lo avevano accusato d'inettitudine e viltà, per aver rinunziato alla tiara pontificia, evidenziando l'aspetto della grande umiltà del papa, in un pregevole volume pubblicato a Napoli nel 1640 intitolato “S. Petri Celestini PP.v. opuscula omnia, ab eodem Sanctissimo Patre e Divinis Scripturis Sacris Canonibus SS. Patrum, Sapientumque sententiis collecta, et elaborata dum in Sancta Eremo vitam transigent: nunc primum ad chirografica exempiaria restituta et in lucem”.
Il Telera è particolarmente ricordato per “Historie sagre degli huomini illustri della Congregazione de' Celestini”, opera pubblicata a Bologna nel 1648, ricca di dottrina, di bibliche erudizioni e di modelli biografici, che lo rese noto e che ne attestano l'imponente cultura del frate sipontino.
L'esegeta di papa Celestino V, morì a Collemaggio il primo febbraio 1670 all'età di 65 anni, compianto da tutto il popolo, che lo aveva conosciuto, e dai suoi confratelli. In suo onore fu eretto un monumento sul quale si legge un'epigrafe in latino dell'Abate dei Celestini Matteo da Napoli: “D.Celestino Telerae sipontino – congr. Coelesti Ord. S. Bened, olim Gen. Praesidi – ad munia quaeq. Promerenda non minus noto – quam ad aedem summis plausi bus exercenda unica facto – antiquatum namq. Jus. Gallis invisendi iisdem intrepide peregratis restituit – mox huius coenobii regimina assumpto pietati disciplinae – magnificentiae metam haud duble frat impositurus – nisi quinto sui praesulatus anno Telifero Leonis – generosos conatus falcifera lachesis praecidisset optunq – Praesulum hoc sub lapide sui Juris ferissi – Kal Febr. MDCLXX Aetatis LXV – R.s Matteus a Neap. Abbas.Gen.Coelest.- pietadi virtudi ac amicitiae – M.P."

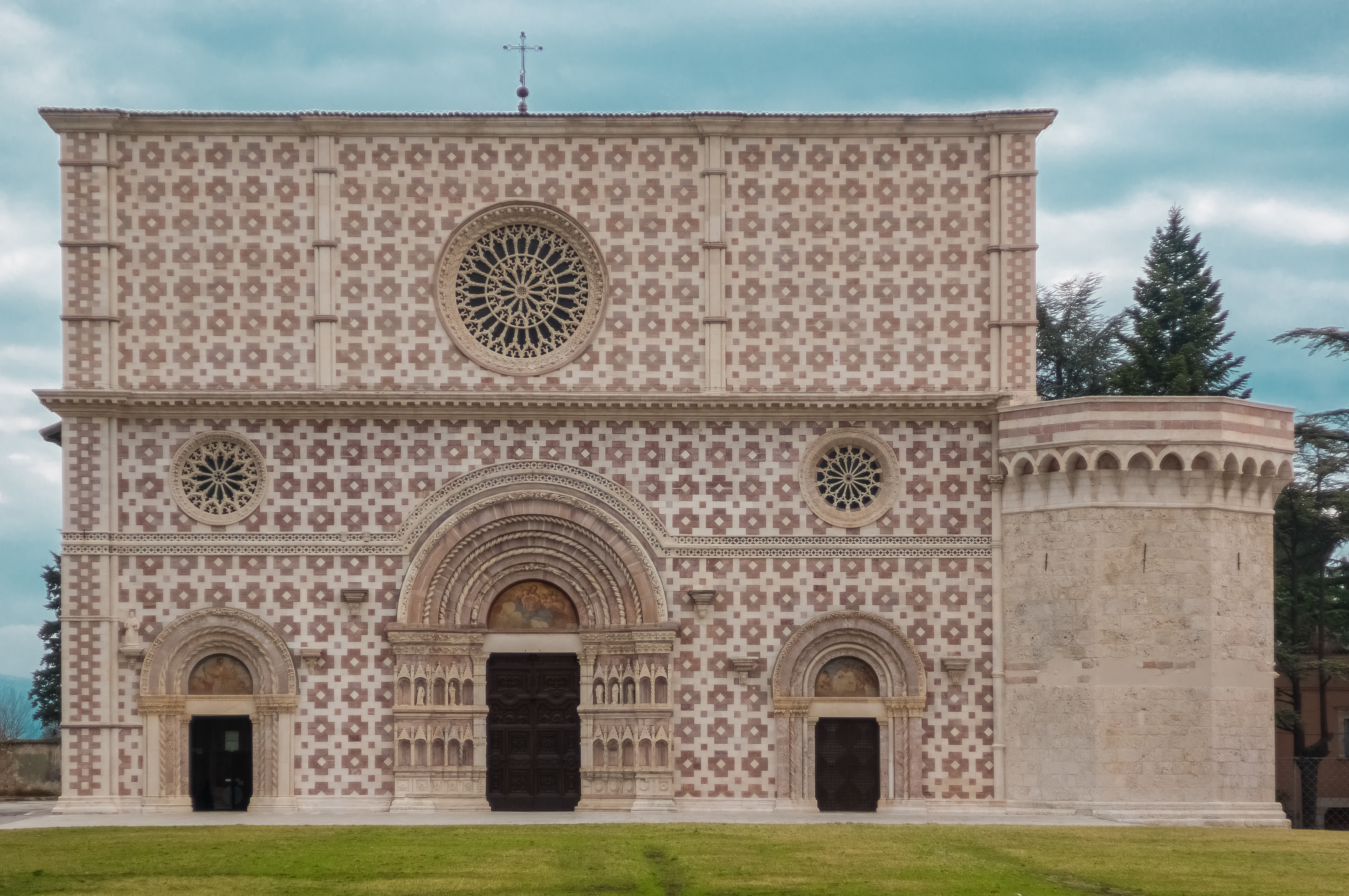
Collemaggio

Tale epigrafe può così tradursi: ”A Dio Ottimo Massimo. Al rev.mo don Celestino Telera sipontino, già Preside Generale della Congregazione dei Celestini, dell'Ordine di San Benedetto, resosi noto, non tanto nel meritarsi qualsiasi carica quanto nell'esercitarle, specialmente con sommo plauso, e perché restituì il pristino diritto d'ispezionare le corporazioni delle Gallie, dopo averle ordinatamente attraversate. Assunto testé al governo di questo Cenobio, era per porre certamente alla pietà della disciplina la meta della magnificenza se la falcifera Lachesi non avesse anzitempo recisi al telifero i generosi sforzi del leone e se non avesse fatto suo il migliore dei presuli sotto questa Lapide. 1º febbraio 1670, dell'età di anni 65. Il rev. Matteo da Napoli, Abate generale celestino, alla pietà, alla virtù, all'amicizia, pose questo monumento”.